# ماری شارلوت لگر
ماری شارلوت لگر (انگلیسی: Marie-Charlotte Léger؛ زادهٔ ۱۳ مارس ۱۹۹۶) بازیکن فوتبال اهل فرانسه است.
از باشگاه‌هایی که در آن بازی کرده‌است می‌توان به باشگاه ورزشی مون‌پلیه اشاره کرد.
وی همچنین در تیم‌های ملی فوتبال France women's national under-16 football team, France women's national under-17 football team, France women's national under-19 football team, France women's national under-20 football team، و زنان فرانسه بازی کرده‌است.